# メクダシ・カリル
メクダシ・カリル（Mekdachi Khalil、1960年1月1日 - ）は、レバノン出身の男性俳優。身長158cm。体重65kg。旧芸名はカリル・メクダシ。

## 出演作品

### 映画
- 義務と演技（1997年）
- 北京原人 Who are you?（1997年）
- ラブ・レター（1998年）
- 不夜城 SLEEPLESS TOWN（1998年）
- おかしな二人2（1999年）
- 井の頭狩人（2002年） - サム・ドナード
- Jam Films コールドスリープ（2002年） - クロエ
- 劇場版 仮面ライダー剣 MISSING ACE（2004年）
- 7月24日通りのクリスマス（2006年）
- スーパーモタード（2009年）　※DVD映画
- テルマエ・ロマエII（2014年）
- HERO（2015年）
- まる（2024年）
- 劇映画 孤独のグルメ（2025年）

### テレビ
- ウルトラマンダイナ 第28話「猿人の森」（1998年） - ウルトニウム開発チームの一員 役
- 救急戦隊ゴーゴーファイブ 第49話「覚醒！二大破壊神」、第50話（最終回）「燃える救急（レスキュー）魂」（2000年） - 院長 役
- NHK高校講座 シーズン2
- テレビでアラビア語 - ランプの精ジンニー役、ハリール・メクダシ名義で出演。
- 奇跡体験!アンビリバボー
- 恋の神様
- 恋の奇跡
- ここがヘンだよ日本人
- サラリーマン金太郎スペシャル
- さんまのSUPERからくりTV（1996年）-   「からくり基礎英語」インタビュアー
- 時々迷々
- 特命リサーチ200X
- 智子と知子
- なるようになるさ。
- にほんごでくらそう
- 運び屋S
- 美少女H2（殺し屋）
- プリズンホテル（神父）
- ミステリー作家桜田桃子の冒険
- 未来ナース
- やとわれ女将 菊千代の事件簿（ジム・ターナー）
- 世にも奇妙な物語
'17秋の特別編 「運命探知機」（2017年10月14日、フジテレビ） - 金持ちの男 役
- 家政夫のミタゾノ（第3シリーズ、第1話） - アラブの富豪役
- 逆転世界ノ電池少女（2021年） - マスクA 役（声の出演）
- 月曜から夜ふかし
- 相棒 season21 第1話 「ペルソナ・ノン・グラータ〜殺人招待状」（2022年） - ガルシア姉弟の祖父 役
- ９５ 第6話（2024年5月13日、テレビ東京） - 外国の大使 役
- スティンガース 警視庁おとり捜査検証室 第3話（2025年8月5日、フジテレビ） - ミスターフィリップ 役

### インターネット配信
- QuizKnock「【さすがに無茶】クイズ王にアラビア語で問題出してみた【でもがんばる】」（2021年6月24日、YouTube番組）[1]

### VP
- NTTドコモ
- 平和
- メリーゴーラウンド

### CM
- グリコ乳業「プッチンプリン」
- サントリー「ザ・カクテルバー」
- スズキ・ワゴンR
- セガ
- 日本コカ・コーラ
- 日本テレビ放送網
- ブリヂストン「スーパーニューイング」
- 三菱自動車工業
- 三菱電機
- WOWOW

### ラジオ
- 青春アドベンチャー「天使のリール」